# 南摂津駅
南摂津駅（みなみせっつえき）は、大阪府摂津市東一津屋にある大阪モノレール本線の駅。駅番号は22。

## 歴史
- 1997年（平成9年）8月22日：開業[1][2]。
- 2020年（令和2年）12月26日：可動式ホーム柵の使用を開始[3]。

## 駅構造
島式ホーム1面2線を有する高架駅。

### のりば
| ホーム | 路線  | 行先         |
| ------ | ----- | ------------ |
| 1      | ■本線 | 門真市方面   |
| 2      | ■本線 | 大阪空港方面 |

## 利用状況
2022年（令和4年）次の1日平均乗降人員は8,846人（乗車人員：4,412人、降車人員：4,434人）である。また、2023年（令和5年）度の平均乗車人員は4,794人で、大阪モノレールの駅全18駅中11位。
開業後の1日平均乗車・乗降人員数の推移は下表の通り。
| 年次   | 1日平均 乗降人員 | 1日平均 乗車人員 | 出典   |
| ------ | ---------------- | ---------------- | ------ |
| 1997年 | 2,412            | 1,202            | [ 6 ]  |
| 1998年 | 5,200            | 2,644            | [ 7 ]  |
| 1999年 | 5,374            | 2,745            | [ 8 ]  |
| 2000年 | 5,870            | 2,995            | [ 9 ]  |
| 2001年 | 6,151            | 3,142            | [ 10 ] |
| 2002年 | 6,702            | 3,411            | [ 11 ] |
| 2003年 | 7,154            | 3,620            | [ 12 ] |
| 2004年 | 7,337            | 3,686            | [ 13 ] |
| 2005年 | 7,445            | 3,747            | [ 14 ] |
| 2006年 | 7,758            | 3,883            | [ 15 ] |
| 2007年 | 8,215            | 4,016            | [ 16 ] |
| 2008年 | 8,391            | 4,102            | [ 17 ] |
| 2009年 | 8,165            | 3,995            | [ 18 ] |
| 2010年 | 8,105            | 3,958            | [ 19 ] |
| 2011年 | 8,071            | 3,944            | [ 20 ] |
| 2012年 | 8,189            | 4,016            | [ 21 ] |
| 2013年 | 8,148            | 4,067            | [ 22 ] |
| 2014年 | 8,235            | 4,129            | [ 23 ] |
| 2015年 | 8,605            | 4,323            | [ 24 ] |
| 2016年 | 8,985            | 4,533            | [ 25 ] |
| 2017年 | 9,526            | 4,818            | [ 26 ] |
| 2018年 | 9,663            | 4,895            | [ 27 ] |
| 2019年 | 10,010           | 5,049            | [ 28 ] |
| 2020年 | 8,572            | 4,286            | [ 29 ] |
| 2021年 | 8,433            | 4,203            | [ 30 ] |
| 2022年 | 8,846            | 4,412            | [ 31 ] |

## 駅周辺
鳥飼大橋の淀川北岸側・鳥飼和道交差点、および府道大阪中央環状線（近畿自動車道も併走）と大阪高槻線が交わる一津屋交差点の中間に位置する。周囲2km以内に他路線の旅客駅がない点で、乗換駅が多い大阪モノレール本線の駅としては異例である。道路交通の要所であるが、かつては軌道系交通から取り残された地域で（そのため市がJR東海に鳥飼車両基地の旅客利用を要望したこともあった）、若干の耕作地が点在する他は物流施設や工場が立地するのみであったが、駅開業後はマンションや商業施設なども建ち、市街化が進んでいる。

### 大阪中央環状線東側
鳥飼和道（東側）、東一津屋、鳥飼西、鳥飼八防、新在家、安威川南町の各町丁。駅はこちら側にある。大阪高槻線を挟んで北側を含めて、商業施設はこちら側に多い。
- ルッツ南摂津（旧 アトリウム南摂津）
  - オークワ 南摂津駅前店
- コメダ珈琲店 南摂津駅南店
- HARD OFF 南摂津駅前店、OFF HOUSE 南摂津駅前店
- 以下の店舗は鳥飼西5丁目5-5（駅の北北東方向）に所在してショッピングモールを構成する。
  - コーナン 摂津鳥飼西店
  - ラ・ムー 摂津店
  - しまむら 摂津店、アベイル 摂津店、バースデイ 摂津店
  - ジョーシン 南摂津店 （アトリウム南摂津から移転）
  - セリア 摂津鳥飼西店
- 池田泉州銀行 摂津支店（旧 池田店舗）
- かんでんエンジニアリング 大阪北事業所
- 北越工業 大阪支店
- ニプロ 受注センター
- カネカ 大阪工場
- 高速オフセット 摂津工場（毎日新聞・スポーツニッポン印刷工場）
- 摂津市立第二中学校
- 摂津ひかり病院
- 新幹線鳥飼車両基地
- JR貨物 東海道本線貨物支線 大阪貨物ターミナル駅
- 新幹線公園

### 大阪中央環状線西側
鳥飼和道（西側）、一津屋、西一津屋、東別府の各町丁。
- 近畿自動車道 摂津南インターチェンジ
- 大阪広域水道企業団 三島浄水場
- 摂津市立味生小学校
- 摂津市立第四中学校
- 味生神社
- 大阪漁具 本社
- ダイキン工業 淀川製作所
- 近鉄バス鳥飼営業所
- スーパーセンタートライアル 摂津南店

### 淀川北岸
- 淀川河川公園 - 鳥飼大橋の下をくぐって東西に続いている。西側には神崎川の淀川からの分岐点（取水口が設けられている）があり、その手前までが公園となっている。

### その他
- モノレール線の両隣の駅とほぼ等距離（約2.6km）の場所にOsaka Metro今里筋線井高野駅（大阪市東淀川区）があり、振替輸送先の1つとして案内されている。

## バス路線
近鉄バス
- 20番 阪急茨木市駅行（鳥飼八防・鳥飼五久・島南口・玉櫛団地前経由）

阪急バス
- 31系統 JR吹田行（ダイキン工業前・江口橋・阪急相川駅経由）
- 31系統 上鳥飼行（鳥飼八防・鳥飼五久経由。平日の1便のみ、上鳥飼→摂津ふれあいの里行）
- 34・36系統 柱本団地行（鳥飼八防・鳥飼五久・上鳥飼・摂津ふれあいの里経由。摂津ふれあいの里止あり。）
- 35系統 柱本団地行（鳥飼八防・鳥飼五久・上鳥飼経由）
- 34系統 JR千里丘駅行（摂津市役所前→阪急摂津市駅(駅前ロータリー内)→市民文化ホール前→阪急摂津市駅(道路上)経由）
- 36系統 JR千里丘駅行（摂津市役所前→市民文化ホール前→阪急摂津市駅(道路上)経由）

公共施設巡回バス・セッピィ号
- ふれあいの里行
- 摂津市役所玄関前行

## 隣の駅
大阪モノレール
■本線
摂津駅 (21) - 南摂津駅 (22) - 大日駅 (23)